# Achslastwaage
Bei der Achslastwaage handelt es sich um ein Gewichtserfassungssystem für Fahrzeuge, das meist in die Fahrbahn eingebaut wird. Im Gegensatz zur klassischen Brückenwaage, die die Masse eines ganzen Fahrzeuges in einem Schritt erfasst und darum zumindest die Länge des Fahrzeugachsabstandes aufweisen muss, ist die Achslastwaage nur etwa 75 cm lang. Diese Länge ist erforderlich, um auch Fahrzeuge mit einer Doppelachse verwiegen zu können. Mit 75 cm ist eine Einzelverwiegung aller Achsen der gängigsten Fahrzeugtypen möglich. Das Gesamtgewicht wird durch automatisches Aufsummieren der Achslasten ermittelt.
Achslastwaagen werden auch häufig zur Mengenermittlung in der Landwirtschaft eingesetzt. Hier ist auf Grund der Raddimensionen eine Plattformlänge von 100 cm notwendig. Um Tandemachsen fehlerfrei zu erkennen, benötigt die Waage eine Tandemachserkennung in Form von Sensoren.
Statische Achslastwaagen erfassen die Masse im Stillstand, dynamische Waagen hingegen können den Wert der Gesamtmasse bei einer Überfahrtsgeschwindigkeit von typischerweise 1 bis 2 km/h über spezielle Algorithmen und Filter ermitteln. 
Die meisten Achslastwaagen sind in Deutschland nicht eichfähig und dienen nur zur Kontrolle, nicht als Berechnungsgrundlage. Für den Einsatz in der Industrie, an Grenzübergängen und bei mobilen Verkehrskontrollen werden aber auch eichfähige Achslastwagen angeboten.